# 巩河水库
巩河水库是中国湖北省宜昌市当阳市境内的一座水库，位于沮河支流巩河上，建于1974年。水库正常库容为10536万立方米，集雨面积为168平方千米，海拔为135米。平均年降雨量为1199毫米。最干旱的月份是八月，平均降雨量为174毫米，而最干燥的月份是十二月，平均降雨量为14毫米
。